# Senegalspringgroda
Senegalspringgroda (Kassina senegalensis) är en groda från Afrika som tillhör släktet Kassina och familjen gräsgrodor.

## Utseende
Utseendet är mycket variabelt. Normalformen är gulgrå med en svart längsstrimma mitt på ryggen, och ofta även andra (längs)strimmor och prickar. En form, som ibland betraktas som en underart under namnet K. senegalensis somalica, är tämligen stor och antingen enfärgat grågul, eller, oftare, med runda eller avlånga svarta fläckar i stället för strimmor. Andra former med fläckar i stället för strimmor har också iakttagits. I Arusha National Park i Tanzania har Razzetti och Msuya beskrivit en form med klargul, brungul till mörkbrun grundfärg.
Arten har förstorade tå- och fingerdynor, men inte så stora som hos lövgrodorna. Längden ligger mellan 2,5 och 4 cm, i Sydafrika närmare 5 cm. Grodynglen kan bli mycket stora i förhållande till de vuxna djuren, upp till 8 cm. De är högfenta och mörka med röda eller gula markeringar.

## Utbredning
Senegalspringgrodan finns i centrala och södra Afrika. I norr finns den tvärs över kontinenten från Senegal till västra Etiopien, södra Somalia och Kenya; vidare söderöver till Namibia och Sydafrika. Observationer saknas från Guinea-Bissau, Togo och Burundi, men den antas ändå finnas där. Däremot sammanfaller utbredningsområdet i Kenya och norra Tanzania med förväxlingsarten Kassina somalica, varför förekomsten i dessa områden betraktas som osäker.

## Vanor
Det är en vanlig art som finns i ett flertal biotoper. I norr lever den i det vidsträckta savannbältet i centrala Afrika; i övrigt påträffas den förutom i olika typer av savanner i buskvegetation, skogsbryn och odlad skog, de nedre delarna av bergsslätter (i Etiopien kan den gå upp till 2 000 m, i Tanzania upp till 2 500 m) och ett stort antal odlade eller på annat sätt människopåverkade naturtyper. Arten är långsam och klättrar inte, utan föredrar att hålla sig på marken. Däremot är den en god vandrare, som kan påträffas långt från vatten.
Lek och larvutveckling sker i stillastående vatten med förkärlek för större sådana med tät, skyddande växtlighet. I dessa vattensamlingar lägger honan mellan 260 och 400 ägg, som fästs vid växtlighet under vattnet.

## Status
Arten är klassificerad som livskraftig ("LC") av IUCN, och populationen är stabil. Inga egentliga hot finns registrerade för arten.